# Abbadiden

Taifa-Königreiche 1037

Taifa-Königreiche um 1080

Die Abbadiden waren eine arabisch-islamische Dynastie in Sevilla, die in den Jahren 1023 bis 1091 das Kleinkönigreich (taifa) von Sevilla beherrschten.

## Geschichte
Mit dem Niedergang des Kalifats von Córdoba nach 1009 und der Entstehung der Taifa-Königreiche machte sich Sevilla im Jahr 1023 unter Abbad I., geboren als Abu al-Qasim Muhammad ibn Abbad, selbständig. Die Dynastie führte ihre Abstammung auf die Lachmiden von Hira zurück. Abbad I. starb 1042. Unter seinen Nachfolgern, seinem Sohn Abbad II. al-Mu'tadid (1042–1069) und seinem Enkel Mohammad al-Mutamid (1069–1091), stieg Sevilla, im Kampf gegen die Berberreiche in Al-Andalus, zum mächtigsten Taifa-Reich auf. Zwar erlitten die Abbadiden gegen die Ziriden von Granada im Jahr 1039 eine schwere Niederlage, doch wurden u. a. Huelva (1052), die Hammudiden von Algeciras (1058) und die Dschahwariden von Córdoba (1069) unterworfen.
Allerdings mussten auch die Abbadiden schon im Jahr 1063 die Oberhoheit Kastiliens anerkennen und fortan Tribute zahlen. Als Kastilien im Jahr 1085 Toledo zurückeroberte (reconquista), rief Mohammad al-Mutamid die Almoraviden aus Marokko zur Hilfe. Diese besiegten die Kastilier in der Schlacht bei Zallaqa und stoppten zunächst die christlichen Vorstöße nach Andalusien. Wegen mangelnder Unterstützung im Kampf gegen die Christen setzten die Almoraviden im Jahr 1091 die Abbadiden ab und annektierten Sevilla sowie die anderen Taifa-Königreiche. Al-Mutamid wurde nach Marokko verbannt, wo er 1095 in Aghmat starb.

## Wirtschaft, Kultur und Wissenschaft
Schon während der Umayyadenherrschaft aufgrund des landwirtschaftlichen Umlandes und des Handels mit Nordafrika ein wichtiges Wirtschaftszentrum, stieg Sevilla nun auch zum bedeutendsten Kulturzentrum in Andalusien auf. Wie viele Taifa-Herrscher förderten die Herrscher der Abbadiden Kultur und Wissenschaft, wobei Al-Mutamid auch ein bedeutender Dichter dieser Zeit war. Daneben lebten auch so bekannte Dichter wie Ibn Ammar und Ahmad Ibn Abdallah Ibn Zaidun am Hof der Abbadiden.